# Gentiana chinensis
Gentiana chinensis är en gentianaväxtart som beskrevs av Kusnezow. Gentiana chinensis ingår i släktet gentianor, och familjen gentianaväxter. Inga underarter finns listade i Catalogue of Life.